# 汚れた肉体聖女
『 汚れた肉体聖女 』（けがれたにくたいせいじょ）は、1958年に新東宝で製作された日本映画。土居通芳監督。 修道尼の同性愛を描いた作品。

## キャスト
- 平恵利：高倉みゆき
- 神山アンナ：大空眞弓
- 神山友彦：江見俊太郎
- 津山恭平：三村俊夫
- 柏木ワカ：魚住純子
- 曽根：城実穂
- 木戸女史：津路清子
- 佐田：田原知佐子
- 奥野：瀬戸麗子
- 白井：矢代京子
- 平晃介：高田稔
- 平志津：藤村昌子
- 平裕介：大原譲二